# Szojuz–13
A Szojuz–13 (7K-T) (oroszul: Союз 13) szovjet háromszemélyes, kétszemélyessé átalakított, szkafanderes személyszállító, szabványos rendszerben épített Szojuz űrhajó. Az első alkalom volt, amikor a szovjet és amerikai űrhajósok (Skylaben) egyszerre voltak az űrben.

## Küldetés
Fő feladata volt az Orion–1 távcsőrendszerrel csillagászati (ultraibolya színképek), földfelszíni felvételek készítése, orvosi és biológiai kísérletek végzése az Oazisz–2 (zárt – ökológia – folyamatban  biomasszát állítottak elő) és a Levkoj (vérkeringés, vérellátás tanulmányozása) készülékekkel. Az űrrepülés eredményesen bizonyította, hogy az átalakított űrhajó, a szükséges modulok fel- illetve leszerelésével többnapos programokhoz is képes biztosítani a műszaki és életfeltételeket.

## Jellemzői
Központi tervező iroda CKBEM <= Центральное конструкторское бюро экспериментального машиностроения (ЦКБЕМ)> (OKB-1 <= ОКБ-1>, most OAO RKK Energiya im. SP Korolev <= ОАО РКК Энергия им. С. П. Королёва>). Az űrhajót kis átalakítással emberes programra, teherszállításra és mentésre (leszállásra) tervezték.
1973. december 18-án a Bajkonuri űrrepülőtér indítóállomásról egy Szojuz hordozórakéta (11А511) juttatta Föld körüli, közeli körpályára. Az orbitális egység pályája 88.8 perces, 51.6 fokos hajlásszögű, elliptikus pálya perigeuma 188 kilométer, apogeuma 247 kilométer volt. Hasznos tömege 6560 kilogramm. Az űrhajó napelemek nélkül, kémiai akkumulátorokkal 14 napos program végrehajtására volt alkalmas. Összesen 7 napot, 20 órát, 55 percet és 35 másodpercet töltött a világűrben. Összesen 127 alkalommal kerülte meg a Földet.
Az áttervezés, a módosítás megegyezik a Szojuz–12 űrhajóval. Újra napelemtáblákkal szerelték fel, a hosszabb idejű szolgálatra. Nem rendelkezik összekapcsoló modullal. Egy szabványosított,  az űrhajóhoz csatolt modulba helyezték el az Orion–1 távcsőrendszert.
December 26-án belépett a légkörbe, a leszállás hagyományos módon – ejtőernyős leereszkedés – történt, Karaganditól 200 kilométerrel délnyugatra értek Földet.

## Személyzet
- Pjotr Klimuk űrhajós parancsnok
- Valentyin Vitaljevics Lebegyev űrhajós kutatópilóta

## Tartalék személyzet
- Lev Vorobjov űrhajós parancsnok
- Valerij Jazdovszkij űrhajós fedélzeti mérnök

## Mentő személyzet
- Vlagyimir Vasziljevics Kovaljonok űrhajós parancsnok
- Jurij Ponomarjov űrhajós pilóta, fedélzeti mérnök